# Otterhälleskolan

Otterhälleskolan (1910–77) sedd från söder 1915, Bildsamlingen, Göteborgs stadsmuseum.

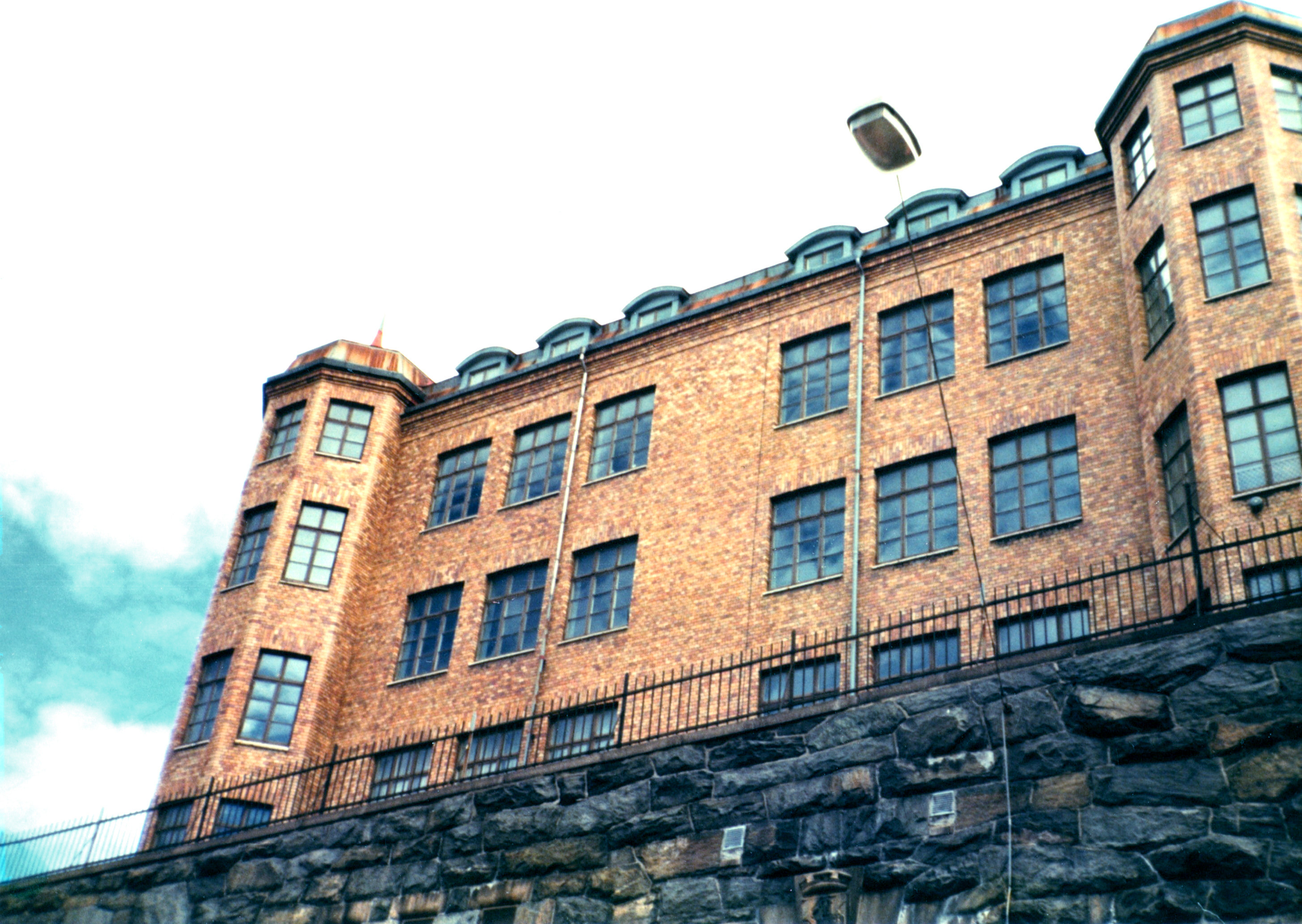
Otterhälleskolan (1910–77) för vilken Eugen Thorburn var arkitekt. Foto från 1976.

Otterhälleskolan var två skolor på två olika platser i Otterhällan. Den äldre fanns från 1863 till 1934; den nyare 1910–1977.

## Historik
Gamla skolan – var beteckningen på den första skolan på Otterhällan. Den uppfördes år 1863 av byggmästaren August Krüger till en kostnad av 17 000 riksdaler och invigdes den 28 september samma år av domprosten Peter Wieselgren. Skolan var belägen på tomten ungefär vid nuvarande Otterhällegatan 16 – platsen där Drottning Kristinas Jaktslott finns numera. Tomtbeteckningen var "N:o 101, Litt. I, stadens II:a rote". 
Byggnaden var i två plan, med fasad i gult tegel och rymde 200 barn i fyra lärosalar samt bostad för vaktmästare. På grund av närheten till det 1888 uppförda stenkolkraftverket, upphörde snart verksamheten. Det var meningen att en mindre grannfastighet – Alphyddan – skulle rivas och att skolans lekplan skulle utvidgas. Men fastigheten hyrdes istället ut och tomten avröjdes först 1892. Gamla skolans hus hyrdes ut till Sönnergrens verkstad 1910–34. På vindsvåningen hyrde Göteborgs första rundradiostation in sig. År 1934 revs byggnaden.
Gamla skolan ersattes av en ny byggnad högst uppe på berget, Otterhälleskolan, vilken ritades av arkitekten Eugen Thorburn och hade tomtbeteckningen "164-165 i II:a roten" vid Västra Liden. Invigningen av skolan skedde i oktober 1910; den hade då kostat 275 000 kronor. Otterhälleskolan rymde 748 elever i 16 lärosalar och en "badlokal" liksom elektrisk belysning. Gymnastiksalen placerades under skolgården, eftersom tomten var så begränsad. En del av gården kom därmed att bli yttertak till gymnastiksalen. Byggnaden revs 1977.